# Amalie Thomsen
Amalie Ringtved Thomsen (født 12. september 1994) er en dansk kajakroer. Hun deltog ved de olympiske lege i 2016 i Rio de Janeiro, Brasilien. Hun deltog i toerkajak over 500 meter  sammen med Ida Villumsen, hvor parret kom i B-finalen og opnåede en samlet tolvteplads. Desuden deltog hun i firerkajak over 500 meter  sammen med Henriette Engel Hansen, Emma Aastrand Jørgensen og Ida Villumsen. Kvartetten kom i finalen og opnåede en sjetteplads. 